# 달마티아

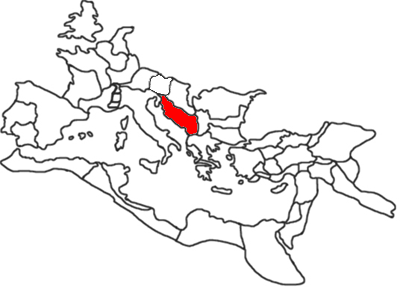
로마 제국 시절의 달마티아 속주

달마티아(라틴어: Dalmatia, 크로아티아어: Dalmacija 달마치야, 이탈리아어: Dalmazia 달마치아[*])는 아드리아해의 동쪽 해안에 위치한 크로아티아의 역사적 지역으로, 북쪽의 라브섬부터 남쪽의 코토르만까지 뻗어 있다. 달마티아 내륙의 너비는 북쪽 50km, 남쪽 수 km에 불과하며, 대부분이 험준한 디나르알프스산맥으로 이루어져 있다. 79개의 섬과 500여 개의 작은 섬이 해안을 따라 펼쳐져 있으며, 그 중 가장 큰 섬은 브라치섬, 파그섬, 흐바르섬이다. 최대 도시는 스플리트이며, 자다르, 시베니크, 두브로브니크 등이 관광지로 유명하다.
중앙크로아티아, 슬라보니아, 이스트라와 함께 크로아티아를 구성하는 4개의 역사적 지역 가운데 한 곳이다. 크로아티아의 자다르주, 시베니크크닌주, 스플리트달마티아주, 두브로브니크네레트바주의 영역과 대체로 일치한다.

## 역사
과거 로마 제국의 속주였으며, 중세 크로아티아 왕국의 지배를 받았다. 1000년 경부터 베네치아 공화국이 아드리아해 연안을 통제했다. 18세기 말 베네치아 공화국은 달마티아 내부까지 영역을 확대하였다.

## 인구
| 연도                                              | 인구    | ±%     |
| ------------------------------------------------- | ------- | ------ |
| 1857                                              | 377,776 | —      |
| 1869                                              | 407,114 | +7.8%  |
| 1880                                              | 436,455 | +7.2%  |
| 1890                                              | 486,218 | +11.4% |
| 1900                                              | 550,080 | +13.1% |
| 1910                                              | 597,420 | +8.6%  |
| 1921                                              | 616,285 | +3.2%  |
| 1931                                              | 654,705 | +6.2%  |
| 1948                                              | 669,815 | +2.3%  |
| 1953                                              | 712,126 | +6.3%  |
| 1961                                              | 761,407 | +6.9%  |
| 1971                                              | 863,782 | +13.4% |
| 1981                                              | 910,452 | +5.4%  |
| 1991                                              | 957,168 | +5.1%  |
| 2001                                              | 857,559 | −10.4% |
| 2011                                              | 852,068 | −0.6%  |
| 2021                                              | 803,930 | −5.6%  |
| 출처: Croatian Bureau of Statistics publications2 |         |        |

## 같이 보기
- 달마티아 햄
- 달마티안: 달마티아가 원산지인 개 품종